# 溫達赫施派歇爾湖

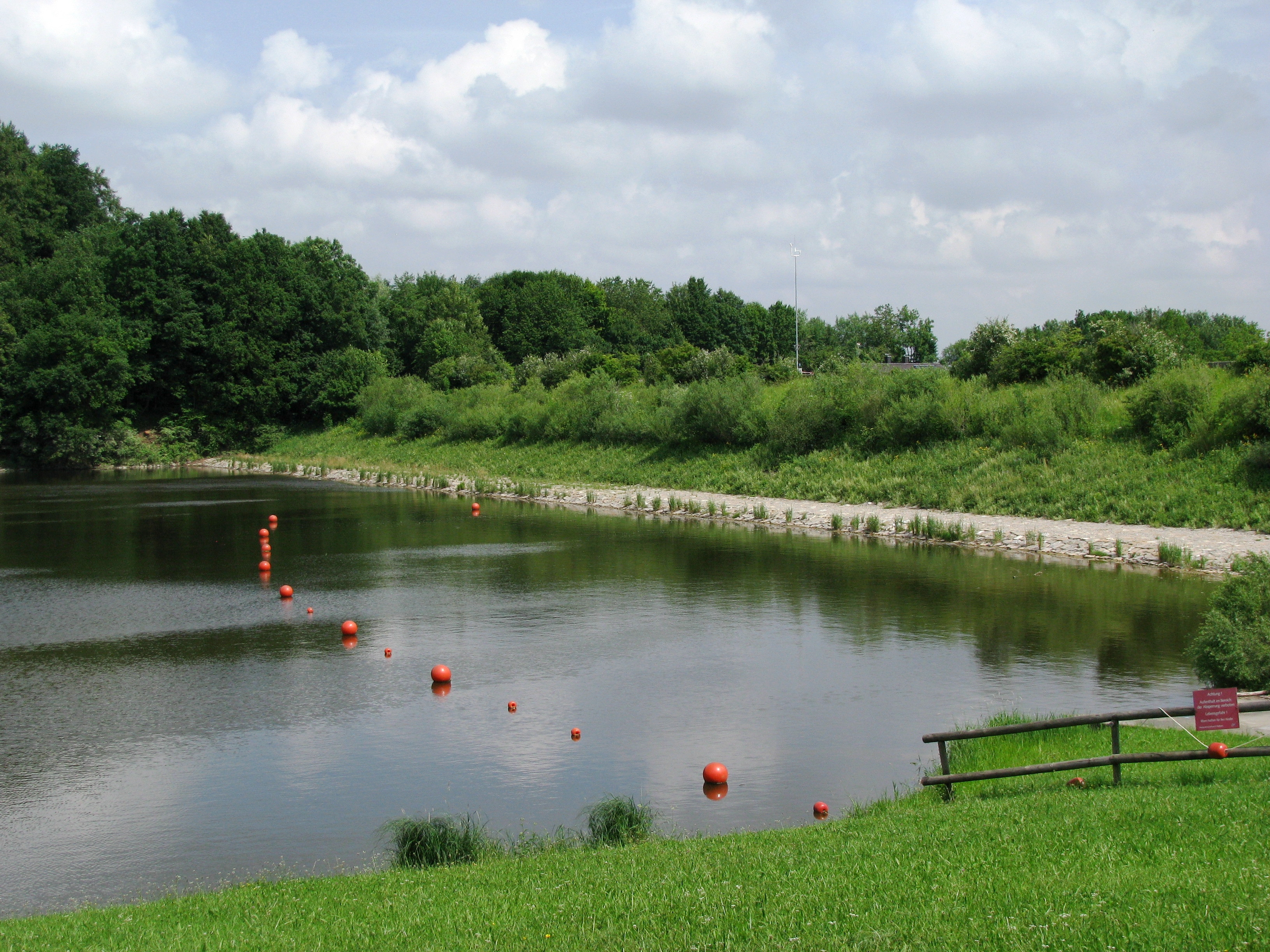

48°0′4″N 11°0′32″E / 48.00111°N 11.00889°E
溫達赫施派歇爾湖（德語：Windachspeicher），是德國的湖泊，位於該國東南部，由巴伐利亞州負責管轄，處於芬寧附近，面積0.15平方公里，海拔高度629米，水體容量303萬立方米。